# Publicação de Superman no Brasil
A publicação de Superman no Brasil teve início em dezembro de 1938, no suplemento A Gazetinha 445 do jornal A Gazeta. O personagem havia surgido meses antes, na revista Action Comics, e permanece sendo publicado no país. Desde a década de 2000, uma revista homônima é uma publicada mensalmente pela Editora Panini.
A Primeira revista com o título "Superman" no Brasil foi publicada pela EBAL entre novembro de 1947 e outubro de 1983.
Em 1984 a Editora Abril lança a revista intitulada Super-Homem, Em 2001 cria a polêmica Superman Premium, uma revista em formato americano (17 cm x 26 cm), capa cartonada, lombada quadrada ao preço de R$ 9,90, publicação que vendeu pouco por conta do preço.
Em 2002, como forma de tentar recuperar antigos leitores a Editora Abril lança a linha Planeta DC, títulos em formatinho custando R$ 2,50, a editora havia prometido não publicaria os heróis da DC em formatinho. Porém, a estratégia não funcionou e no Final de 2002 os títulos da DC passaram a ser publicados pela Panini Comics, editora que já vinha publicando títulos da Marvel Comics desde 2002.
Atualmente Superman abriga as séries americanas Superman, Action Comics, Supergirl e a minissérie Superman Confidencial (Superman Confidential).
Em Abril de 2010, a Edição # 89 teve um recall por conta de um erro de impressão, a Panini Comics pediu aos leitores que lhe enviassem a revista com defeito, que eles lhe mandariam uma edição corrigida sem cobrar a postagem.

## Supermanou Super-Homem?
Para aqueles que leram as histórias do herói até alguns anos atrás, é estranho ver o nome Superman sendo utilizado, ao contrário da tradução à língua portuguesa, Super-Homem. Não há exatamente um consenso. Os DVDs do herói, por exemplo, trazem o nome "Superman" em suas caixas, o chamam de "Super-Homem" na dublagem em português e "Superman" nas legendas também em português. Já o desenho animado da década de 1990 o chamava de "Super-Homem" enquanto em sua continuação direta, Liga da Justiça, ele virou novamente Superman.
Quando as primeiras histórias da personagem chegaram ao Brasil, nos anos 40 e 50, era comum a tradução e a adaptação dos nomes. Sendo assim, a escolha óbvia era Super-Homem, apesar de que sua primeira revista se chamava Superman (EBAL, novembro de 1947) e dentro da revista era chamado de Super-Homem. Entretanto, após várias décadas, a globalização mostrou que ter um nome diferente do país originário da personagem pode ser muito prejudicial financeiramente.
Isso acontece porque bonecos, camisas e outros objetos promocionais são fabricados normalmente em apenas um país (a China, por exemplo) e depois exportados ao mundo todo e, na embalagem, consta o nome original da personagem. Quando o produto chega a um país onde esse nome é diferente, o importador se vê obrigado a gastar ainda mais dinheiro em novas embalagens e adaptações.
Foi por esse motivo que, na versão brasileira da série Lois e Clark: As Novas Aventuras do Superman, o nome do super-herói não foi traduzido. Preferiu-se utilizar Superman em vez de Super-Homem.
Com o sucesso da série, o nome Superman tornou-se mais comum entre os fãs. Assim a Editora Abril, que era a responsável pelas histórias em quadrinhos da personagem no Brasil, aproveitou a oportunidade e começou a usar a versão em inglês.
Algo parecido já havia acontecido nos anos 1980 dentro do universo do Superman. Desde as primeiras histórias no Brasil o nome de Lois Lane era adaptado como Miriam Lane. A Editora Abril aproveitou os acontecimentos de Crise nas Infinitas Terras, em 1987, para poder finalmente grafar o nome da forma original.

## World's Finest Comicsno Brasil
No Brasil as aventuras da dupla foram publicadas pela primeira vez pela EBAL em revista própria chamada Invictus, a partir de janeiro de 1967, e que foi sempre um grande sucesso de vendas. Nos anos 1990 houve a publicação pela editora Nova Sampa de uma revista com aventuras dos super-heróis DC da Era de Ouro e da Era de Prata e que recebeu o mesmo nome, em homenagem à antiga revista da EBAL.

## Superman Premium

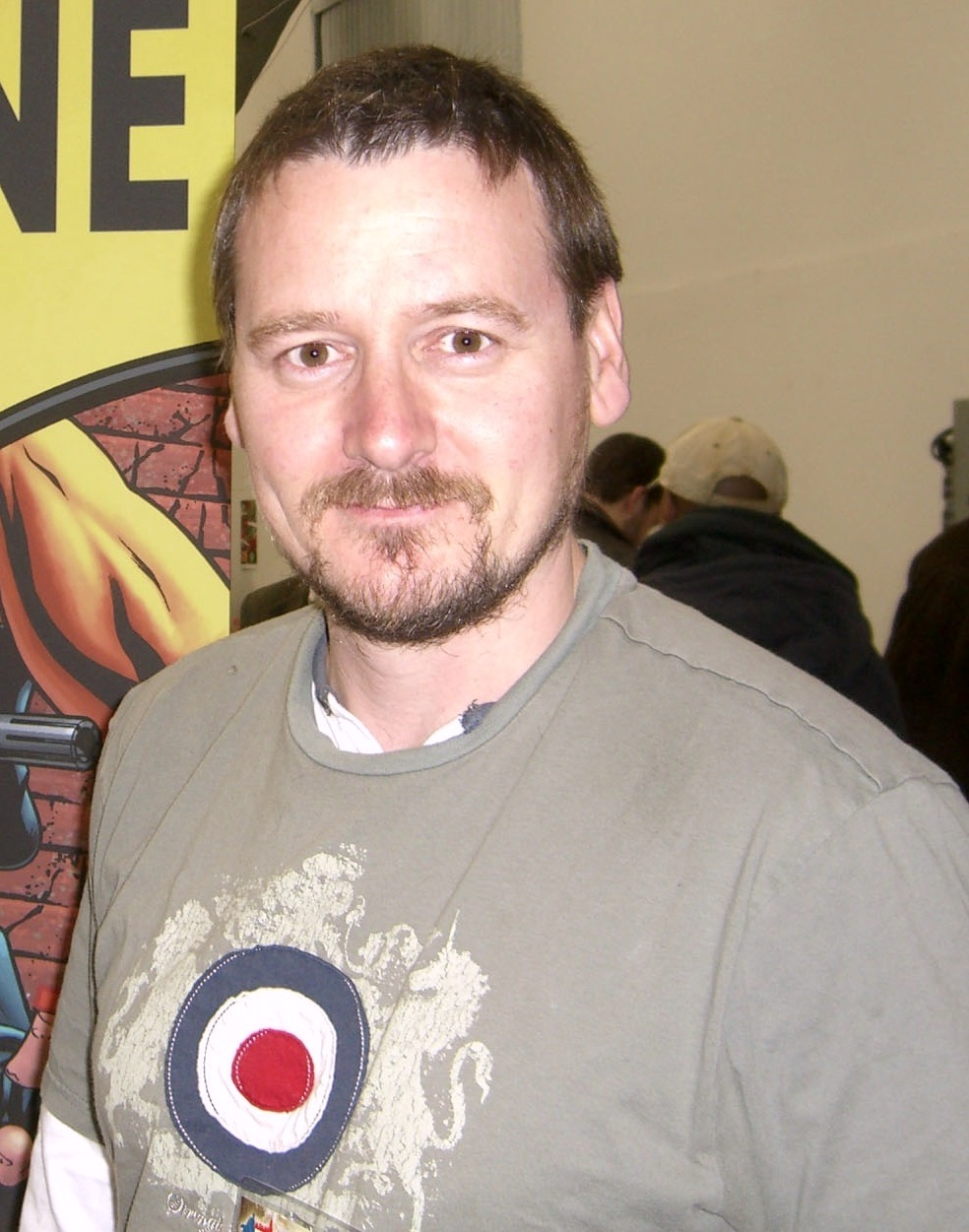
O artista Mike McKone foi o responsável por parte da arte publicada na primeira edição.

Superman Premium é uma revista de luxo lançada pela Editora Abril entre outubro de 2000 e maio de 2002 , em substituição das revistas Super-Homem e Super-Homem: O Homem de Aço.
Em agosto de 2000, a Abril inicia a publicação de sua linha Premium, com revistas de capa cartonada, papel especial, formato americano (17 cm x 26 cm) e 160 páginas cada. A iniciativa tinha como objetivo tornar a publicação atraente a leitores que percebessem maior valor nas publicações, inclusive como itens colecionáveis. Esta série também introduziu o polêmico conceito de distribuição setorizada nas publicações de super-heróis.
o preço de R$ 9,90 desagradou os leitores, que diminuíram nesse período.

### Publicação e repercussão
A partir da segunda edição a revista passou a publicar também o título Titans, escrito por Devin Grayson, e a continuidade às histórias escritas por Mark Waid com o personagem Flash.

### Cancelamento e continuidade
Em 2002, a Editora Abril perdeu os títulos da Marvel para a Panini Comics, a editora italiana já distribuía internacionalmente títulos da Marvel desde 1996,<ref="homemforte"/> com isso em 2002, a Abril Jovem criou a linha Planeta DC que voltava a antigo formato de publicação de quadrinhos da Editora, o formatinho, com o preço de R$ 2,50 cada. A linha Planeta DC publicou a minissérie Mundos em Guerra.
No final de 2002, os títulos da DC Comics também passaram a ser licenciados pela Panini Comics.

## Histórias publicadas emSuperman Premium
| Histórias publicadas em Superman Premium por personagem | Histórias publicadas em Superman Premium por personagem                                                   | Histórias publicadas em Superman Premium por personagem | Histórias publicadas em Superman Premium por personagem                          | Histórias publicadas em Superman Premium por personagem | Histórias publicadas em Superman Premium por personagem | Histórias publicadas em Superman Premium por personagem |
| Edição                                                  | Superman                                                                                                  | Flash                                                   | Lanterna Verde                                                                   | Liga da Justiça                                         | Titãs                                                   | Adicionais                                              |
| ------------------------------------------------------- | --- | ------------------------------------------------------- | -------------------------------------------------------------------------------- | ------------------------------------------------------- | ------------------------------------------------------- | ------------------------------------------------------- |
| #01                                                     | Superman #151 à #153                                                                                      |                                                         |                                                                                  | JLA: Earth 2                                            |                                                         |                                                         |
| #02                                                     | Adventures of Superman #573 The Man of Steel #95 Action Comics #760                                       | Flash #142                                              |                                                                                  | JLA #27                                                 | Titans #01 e #02                                        |                                                         |
| #03                                                     | Adventures of Superman #574 The Man of Steel #96 Action Comics #761                                       | Flash #143                                              | Green Lantern: 80-Page Giant n° 2                                                |                                                         | Titans #03 e #04                                        |                                                         |
| #04                                                     | Adventures of Superman #575 The Man of Steel #97                                                          | Flash #144                                              |                                                                                  | JLA #28 à #31                                           |                                                         |                                                         |
| #05                                                     | Superman:End of the Century                                                                               |                                                         |                                                                                  | JLA: Superpower                                         |                                                         |                                                         |
| #06                                                     | Superman:Y2K Superman #154 Adventures of Superman #576 The Man of Steel #98 Action Comics #763            |                                                         |                                                                                  |                                                         |                                                         |                                                         |
| #07                                                     | |                                                         |                                                                                  | JLA #33                                                 |                                                         | The Kingdom #01 e #02 The Kingdom: Gog                  |
| #08                                                     | Superman #154                                                                                             |                                                         |                                                                                  |                                                         |                                                         | Superboy #60 a #65                                      |
| #09                                                     | Adventures of Superman #577 The Man of Steel #99 Action Comics #764                                       | Flash Secret Files n° 2                                 | Green Lantern #113 e #114                                                        |                                                         | Titans #05                                              |                                                         |
| #10                                                     | Superman #156 Adventures of Superman #578 The Man of Steel #100                                           |                                                         | Green Lantern Secret Files & Origins #02 Green Lantern #118 Day of Judgement #01 |                                                         | Titans #06                                              |                                                         |
| #11                                                     | Action Comics #765 Superman #157 Metropolis Secret Files n° 1                                             |                                                         | Green Lantern #126 Day of Judgement #02                                          |                                                         | Titans #07 e #08                                        | DCU Heroes Secret Files n° 1                            |
| #12                                                     | Adventures of Superman #579 The Man of Steel #101 Action Comics #766                                      |                                                         | Day of Judgement #03                                                             |                                                         | Titans #09 a #11                                        |                                                         |
| #13                                                     | Superman #158 Adventures of Superman #580 The Man of Steel #102 Action Comics #767                        |                                                         | Day of Judgement #04                                                             |                                                         | Titans #12                                              |                                                         |
| #14                                                     | Superman #159 Adventures of Superman #581 The Man of Steel #103 Action Comics #768                        | The Flash #153 e #154                                   | Day of Judgement #05                                                             |                                                         |                                                         |                                                         |
| #15                                                     | Superman #160 Adventures of Superman #582 The Man of Steel #104 Action Comics #769                        | Flash #155                                              |                                                                                  |                                                         | Titans #13 e #14                                        |                                                         |
| #16                                                     | Superman:Emperor Joker Superman #161 Adventures of Superman #583 The Man of Steel #105 Action Comics #770 | The Flash #156                                          |                                                                                  |                                                         |                                                         |                                                         |
| #17                                                     | | The Flash #157 a #159                                   |                                                                                  | JLA #43 à #46                                           |                                                         |                                                         |

| Histórias publicadas após a introdução da Linha Platinum | Histórias publicadas após a introdução da Linha Platinum | Histórias publicadas após a introdução da Linha Platinum                                                             |
| Edição                                                   | Arco de história                                         | Edições originais |
| -------------------------------------------------------- | -------------------------------------------------------- | --- |
| #18                                                      | A Eleição de Lex Luthor                                  | Superman #162 a #164, Action Comics #771 a #773, Superman: Lex 2000 #01 a #05                                        |
| #19                                                      | Retorno à Krypton                                        | Superman #165 a #167, The Man of Steel #109, Adventures of Superman #589, The Man of Steel #111 e Action Comics #776 |

| #20 | The Man of Steel #108 e #112, Adventures of Superman #590, Action Comics #777         | Flash #170 a #173 |                               |
| #21 | Superman #169, Adventures of Superman #591, The Man of Steel #113, Action Comics #778 |                   | JLA Secret Files #03, JLA #50 |
| #22 | Superman #170, The Man of Steel #114, Action Comics #779,                             |                   | JLA #51 a #54                 |

## Panini
| Edição nacional | História 1                        | História 2               | História 3         | História 4                | Data de publicação |
| --------------- | --------------------------------- | ------------------------ | ------------------ | ------------------------- | ------------------ |
| #50             | Adventures of Superman #647       | Action Comics #833       | Superman #223      | Superman #224             | jan 07             |
| #51             | Adventures of Superman #648       | Action Comics #834       | Action Comics #835 | Superman #225             | fev 07             |
| #53             | Infinite Crisis Secret Files 2006 | < História de 50 páginas | JLA Classified #10 | JLA Classified #11        | abr 07             |
| #54             | Superman #650                     | Action Comics #837       | Supergirl #06      | JLA Classified #13        | mai 07             |
| #55             | Superman #651                     | Action Comics #838       | Supergirl #07      | JLA Classified #14        | jun 07             |
| #56             | Superman #652                     | Action Comics #839       | Supergirl #08      | JLA Classified #14        | jul 07             |
| #57             | Superman #653                     | Action Comics #840       | Supergirl #09      | Superman Confidential #01 | ago 07             |